# Рівер-Гайтс (Юта)
Рівер-Гайтс (англ. River Heights) — місто (англ. city) в США, в окрузі Кеш штату Юта. Населення — 2144 особи (2020).

## Географія
Рівер-Гайтс розташований за координатами 41°43′19″ пн. ш. 111°49′11″ зх. д. / 41.72194° пн. ш. 111.81972° зх. д. (41.722078, -111.819750).  За даними Бюро перепису населення США в 2010 році місто мало площу 1,64 км², уся площа — суходіл. В 2017 році площа становила 1,77 км², уся площа — суходіл.

## Демографія
Згідно з переписом 2010 року, у місті мешкали 1734 особи в 555 домогосподарствах у складі 460 родин. Густота населення становила 1056 осіб/км².  Було 577 помешкань (351/км²).
Расовий склад населення:
| - 95,3 % — білих - 1,7 % — азіатів - 0,5 % — вихідців з тихоокеанських островів - 0,1 % — корінних американців |

До двох чи більше рас належало 1,6 %. Частка іспаномовних становила 3,9 % від усіх жителів.
За віковим діапазоном населення розподілялося таким чином: 33,5 % — особи молодші 18 років, 53,2 % — особи у віці 18—64 років, 13,3 % — особи у віці 65 років та старші. Медіана віку мешканця становила 32,4 року. На 100 осіб жіночої статі у місті припадало 94,8 чоловіків;  на 100 жінок у віці від 18 років та старших — 93,5 чоловіків також старших 18 років.
Середній дохід на одне домашнє господарство  становив 81 987 доларів США (медіана — 68 516), а середній дохід на одну сім'ю — 90 805 доларів (медіана — 79 904). Медіана доходів становила 50 893 долари для чоловіків та 33 884 долари для жінок. За межею бідності перебувало 7,7 % осіб, у тому числі 8,6 % дітей у віці до 18 років та 1,3 % осіб у віці 65 років та старших.
Цивільне працевлаштоване населення становило 1005 осіб. Основні галузі зайнятості: освіта, охорона здоров'я та соціальна допомога — 34,5 %, науковці, спеціалісти, менеджери — 13,6 %, виробництво — 13,2 %.